# Gérard Vignoble
Pour les articles homonymes, voir Vignoble (homonymie).
Gérard Vignoble, né le 29 octobre 1945 à Roubaix (Nord) et mort le 22 août 2022 à Dinard (Ille-et-Vilaine), est un homme politique français.
Membre du groupe Les Centristes, il est maire de Wasquehal de 1977 à 2014 puis député du Nord de 2002 à 2007.
Au cours de ses six mandats de maire de Wasquehal, il a transformé la petite ville agricole et industrielle en cité rayonnante et attractive, membre du triangle d’or BMW avec Bondues et Mouvaux,.

## Biographie

### Origines familiales
Gérald Vignoble est le fils d'Émile Gérard Vignoble (1925-2019), inspecteur des postes et de Germaine Jeanne Lahousse (1923-1995). Ses origines lointaines se situent à Tournai, avec pour ancêtre Pierre Wignol, homme de fief sur plume du Hainaut, et notaire royal de 1660 à 1700 environ. Il était probablement fils de Robert de Wignol, mais sans certitude, dont le nom apparait dans les registres paroissiaux vers 1620. Installé en 1700 à Mont-Saint-Aubert, comme fermier, Jean Baptiste Wignol né à Tournai eut parmi ses descendants, Jean-Laurent Vignoble, né à Escanaffles qui s'installe à Wattrelos avec son fils Pierre Joseph et sont à l'origine de nombreux rameaux dont descend Désiré Vignoble, le grand-père de Gérard Vignoble. L'arrière grand-père de Gérard Vignoble, Fidèle Amand Lahousse, est un cousin issu de germains de l'arrière arrière grand-père d'Édouard Philippe, Constant Fidèle Amand Lahousse.

### Éducation et famille
Gérard Vignoble est marié à Joselyne Deschamps et a une fille, Maud, pilote de ligne à Air France.
Il est ingénieur des télécoms (syndiqué CGT) et habite dans le quartier de l’Orée du Golf à Wasquehal.

### Carrière politique

#### Élection à la mairie de Wasquehal

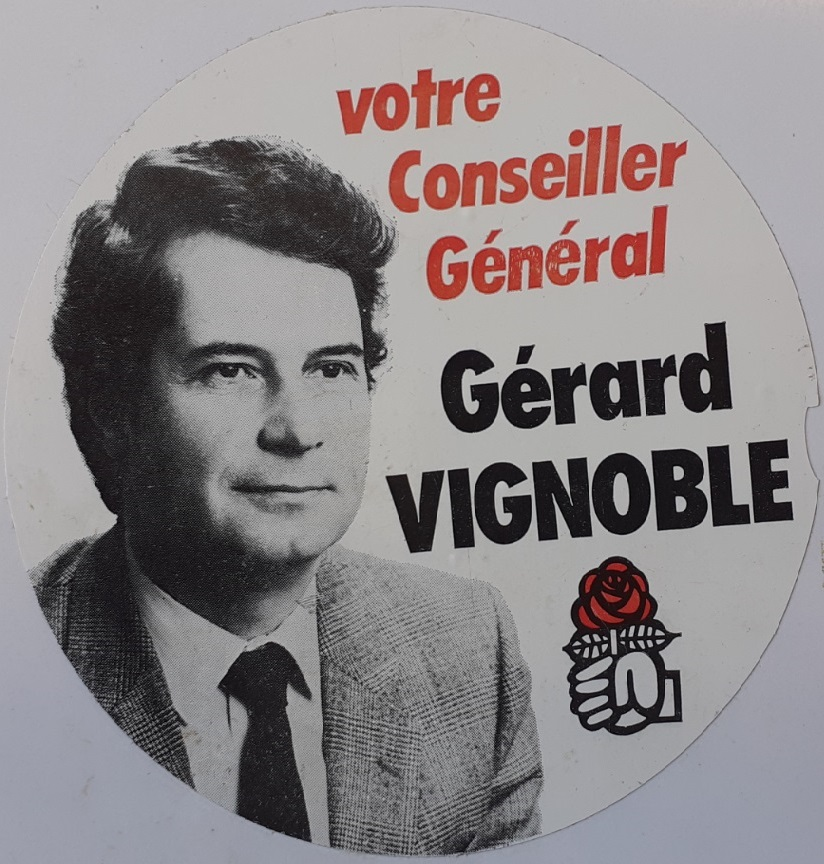
Sticker de Gérard Vignoble, conseiller général du parti socialiste en 1977.

En 1977, Gérard Vignoble qui est militant de la section socialiste du Nord, est investi tête de liste pour les Élections municipales françaises de 1977. Les chances de victoire sont minces face au maire sortant Pierre Herman.
Gérard Vignoble se présente aux élections municipales, au sein de la liste d'Union de la gauche, alliance électorale conclue entre le Parti socialiste (PS), le Mouvement des radicaux de gauche (MRG) et le Parti communiste français (PCF). Il bat au second tour la liste d'Union pour la gestion et la défense des intérêts de Wasquehal, emmenée par Pierre Herman maire de Wasquehal de 1968 à 1977.

#### Relève du Parti socialiste
En 1979, Gérard Vignoble organise un mouvement de défense pour François Mitterrand auquel adhère Arthur Notebart.
Au tout début des années 1980, à l’arrivée de François Mitterrand, on parle de lui comme secrétaire d’État aux PTT. Il est cité comme une relève du parti socialiste mais il se sent marginalisé, que ses compétences ne soient pas reconnues. Il s’éloigne de son bord, à Wasquehal d’abord en s’opposant à la gauche sur la question scolaire, mais aussi en bousculant les caciques socialistes, à commencer par Alain Faugaret. Il fait partie d'un groupe d’élus qui veulent rééquilibrer la métropole, notamment avec le passage du métro, qui lui vaut une exclusion du parti socialiste en 1984. Il veut défendre le versant nord-est car Roubaix et Tourcoing sont écrasés par Lille.

#### Du Parti socialiste au Centre des démocrates sociaux
Alors qu'il est maire de Wasquehal et conseiller général du Nord et qu'il est suppléant d’Alain Faugaret, il se présente contre ce dernier au poste de député, en 1988 et est élu. Il rejoint alors le CDS, poussé par des élus comme le maire de Roubaix André Diligent, qui veulent créer une force centriste à l’est de la métropole lilloise.
Il est pressenti pour être dans le Gouvernement Michel Rocard, mais refuse de voter la censure du premier ministre  alors que son apparentement au groupe centriste du Palais Bourbon lui avait valu les foudres du Parti socialiste avec lequel les liens sont rompus.
En 1997, il perd son fief de la huitième circonscription au profit du socialiste Dominique Baert lors d'une triangulaire avec Carl Lang. Il retrouve son siège le 16 juin 2002, pour la XIIe législature (2002-2007), dans la même circonscription.
Il est réélu aux élections municipales de 1989 avec 81 % des suffrages, ce qui est le record français des villes de plus de 15 000 habitants.
Resté fidèle à François Bayrou lors de la fondation du Mouvement démocrate en 2007, il décide pourtant de ne pas se présenter contre le candidat UMP Salem Kacet, car celui-ci est son cardiologue et l'a sauvé lors d'un accident vasculaire cérébral en 1999,,,.
Après le premier tour de l'élection présidentielle française de 2007, il annonce qu'il votera blanc, rappelant qu'il était le rapporteur de la proposition de loi sur le Vote blanc à l'Assemblée, et affirmant qu'il ne voulait voter ni Ségolène Royal ni Nicolas Sarkozy. Cette même année, il reçoit le nouveau Premier ministre François Fillon qui apporte son soutien aux deux candidats de la majorité présidentielle dans l’agglomération roubaisienne, Salem Kacet et Francis Vercamer.

#### Reconnaissance politique
Il annonce le 5 février 2009 qu'il rejoint le Nouveau Centre.
En 2010, il reçoit de la part du ministère de l'Intérieur, de l'Outre-mer et des Collectivités territoriales, la croix de chevalier de la Légion d'honneur,.

#### Élection municipale de 2014 sur la liste UDI

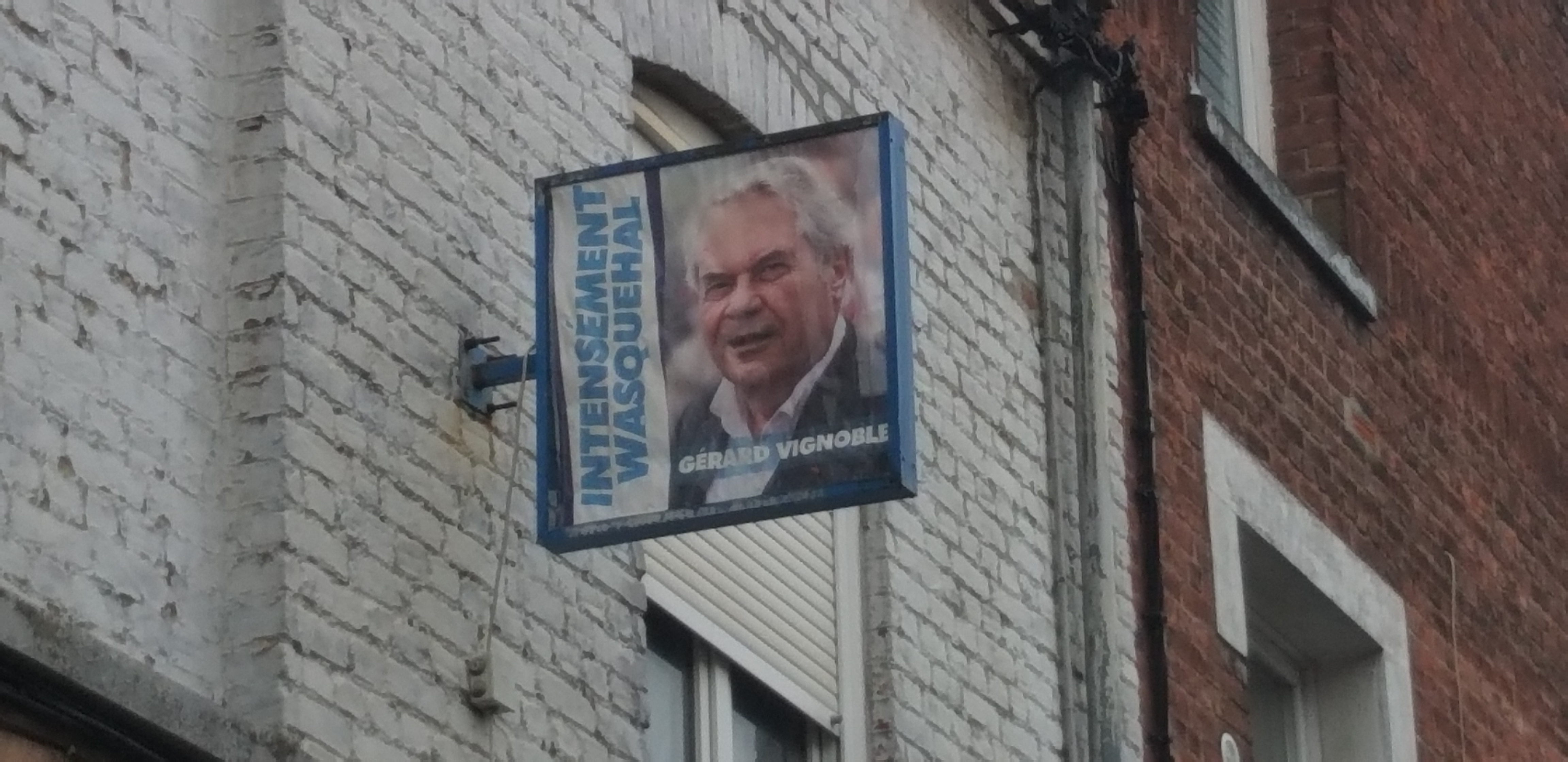
Affiche de Gérard Vignoble pour les Élections municipales françaises de 2014 à Wasquehal.

Gérard Vignoble se présente aux Élections municipales françaises de 2014 sur la liste Union des démocrates et indépendants et voit sept autres listes prétendre à diriger la ville, une liste FDG, une liste PS-EELV, une liste DVG, trois listes DVD. Elle s'inscrit dans un contexte où Gérard vignoble est condamné en première instance par la justice et où l'UDI est divisée dans l'investiture, officiellement Gérard Vignoble est soutenu nationalement, et la fédération départementale soutient Stéphanie Ducret. À la suite de la victoire de Stéphanie Ducretl'UDI est à la fois dans la majorité et dans l'opposition, et le conseil municipal ne compte aucun élu encarté dans un parti de gauche.
Après sa défaite lors de ses élections et après 6 mandats à la tête de la commune, il démissionne de son mandat de conseiller municipal le 1er novembre 2014. À la suite de l'annulation de l'élection municipale de 2014, les électeurs wasquehaliens sont à nouveau appelé aux urnes en 2015 mais il ne se représente pas. Il est après Charles Hyacinthe Joseph Lespagnol de Grimbry, le maire ayant eu le plus long mandat à la tête de la ville de Wasquehal. À la fin de son dernier mandat, Wasquehal compte 770 entreprises et 15 000 emplois pour 20 000 habitants.

#### Premier retrait de la vie politique
À l'issue de sa défaite aux élections municipales françaises de 2014, il annonce son intention d’ouvrir un cabinet de conseil en prise de parole en public.
Gérard Vignoble sort de sa retraite pour faire chuter Stéphanie Ducret en 2020.

### Mort et funérailles
Celui qu’on appelle désormais le vieux Lion de Wasquehal connaît dans ces dernières années, des moments difficiles et est marqué psychologiquement par le confinement pendant la pandémie de Covid 19. Gérard Vignoble décède accidentellement le 22 août dans sa maison de Dinard à l'âge de 76 ans où il vivait depuis sa retraite de la vie politique,,.

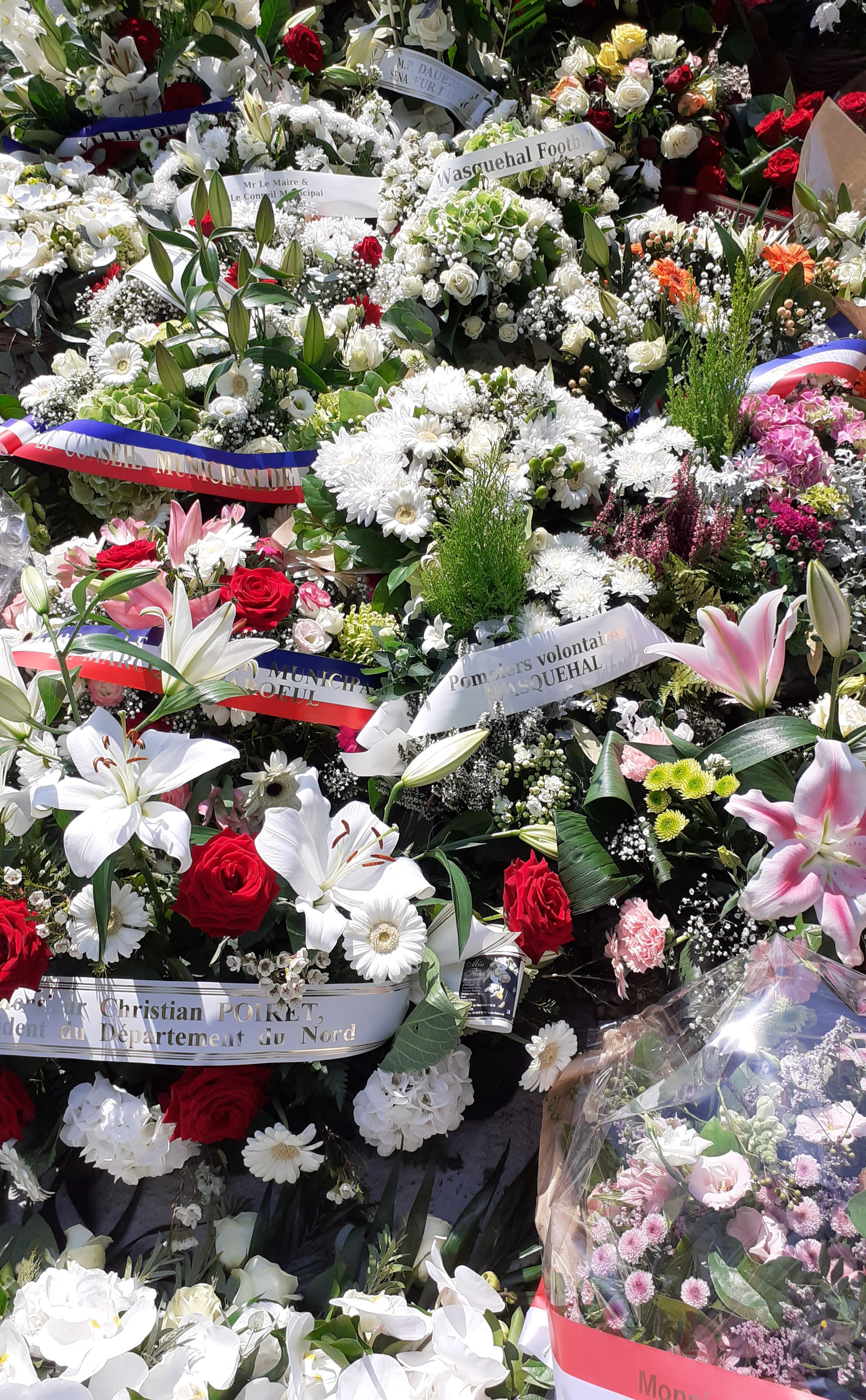
Fleurs sur la tombe de Gérard Vignoble au cimetière du Plomeux à Wasquehal.

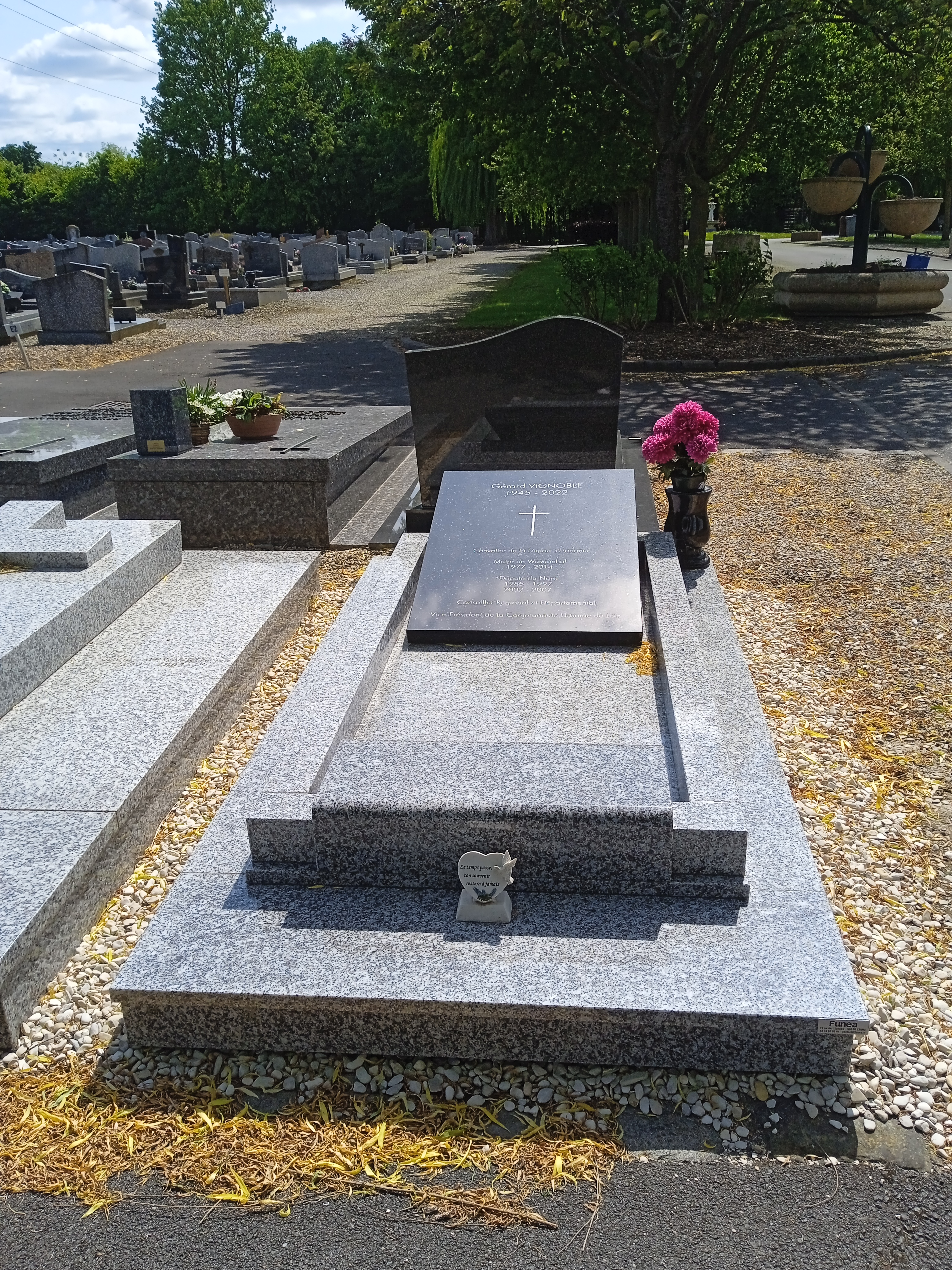
Tombe de Gérard Vignoble au cimetière du Plomeux à Wasquehal.

## Gestion de la mairie de Wasquehal
Stéphanie Ducret, conseillère municipale d'opposition indépendante, qui a quitté la majorité municipale en 2004, dépose plainte en décembre 2011 contre le maire et certains élus auprès du procureur de la République à Lille, s'appuyant sur un rapport de la chambre régionale des comptes qui dénonce des irrégularités dans la gestion de la commune. Il est entendu sous le régime de la garde à vue le 25 octobre 2012 puis comparait le 17 octobre 2013 devant le tribunal correctionnel de Lille pour détournement de fonds et détournement de biens.
Gérard Vignoble est condamné le 28 novembre 2013 pour détournement de fonds à 18 mois de prison avec sursis, 30 000 euros d’amende et 3 ans d’inéligibilité.
Le 7 novembre 2016 il est condamné plus légèrement en appel (6 mois de prison avec sursis et 5 000 euros d'amende), les juges ayant retenu la prescription d'une grande partie des faits reprochés et n'ayant pris en compte que le carburant et les frais de déplacement non justifiés au-delà de 2008.
Stéphanie Ducret, qui a porté plainte deux fois contre Gérard Vignoble au sujet de la disparition d’œuvres d’art en mairie, s'est fait débouter par deux fois par la justice qui n’a pas engagé de poursuites. Le patrimoine artistique acquis par la ville de Wasquehal sous Gérard Vignoble est estimé à près de 400 000 euros. Il est composé de 108 œuvres dont 50 tableaux, toutes achetées dans les années 1990 et 2000. L’ancien maire nourrissait l’ambition de créer un musée à Wasquehal mais le projet n’a jamais vu le jour. Ce dernier s'est défendu de vouloir mettre en avant l’histoire des gens de la région et répond qu'il s'en est pris plein la gueule. En 2021, la municipalité vend une dernière collection de tableau achetée par Gérard Vignoble dont un portrait de ce dernier peint par Charles Bakiche.

## Synthèse des fonctions et des mandats
- 23 mars 1977 - 13 mars 1983 : maire de Wasquehal (Nord)
- 22 mars 1982 - 2 octobre 1988 : membre du conseil général du Nord
- 14 mars 1983 - 19 mars 1989 : maire de Wasquehal (Nord)
- 13 juin 1988 - 1er avril 1993 : député du Nord
- 20 mars 1989 - 18 juin 1995 : maire de Wasquehal (Nord)
- 23 mars 1992 - 13 décembre 1992 : membre du conseil régional du Nord-Pas-de-Calais
- 2 avril 1993 - 21 avril 1997 : député du Nord
- 16 mars 1998 - 1er décembre 2002 : membre du conseil régional Nord-Pas-de-Calais
- 19 juin 1995 - 18 mars 2001 : maire de Wasquehal (Nord)
- 19 mars 2001 - 9 mars 2008: maire de Wasquehal (Nord)
- 18 juin 2002 - 25 juin 2007 : député du Nord
- 9 mars 2008 - 30 mars 2014: maire de Wasquehal (Nord)
- 31 mars 2014 - 1er novembre 2014 : conseiller municipal de Wasquehal (Nord)

## Distinctions et décorations
- Chevalier de la Légion d'honneur (2010)
- Député honoraire
- Maire honoraire

## Postérité
- Le dojo de Wasquehal situé dans le quartier du Plomeux est renommé en son nom[31].
- L'association Les amis de Gérard Vignoble est créé en 2023[32],[33].
- Une stèle en bronze en sa mémoire est installé aux Lauriers à Wasquehal[32],[34].

## Anecdotes
Le 6 mai 1978, Gérard Vignoble embarque dans la montgolfière Lion des Flandres et cette dernière, tombe dans le jardin voisin de la propriété du maire de  Marcq-en-Barœul, Serge Charles,.
Gérard Vignoble est surnommé Le lion.

## Publication
- 2003 : Respect et courage par Gérard Vignoble, Éditeur : Assemblée nationale  (ISSN 1763-4598)